# モトローダー
『モトローダー』（Moto Roader）は、1989年に日本コンピュータシステムから発売されたPCエンジン用レースゲーム。
上空視点からの見下ろし型レースゲームであり、最大5人まで同時プレイが可能となっている。ゲーム中に登場するレーシングカートのデザインは、テレビアニメ『超獣機神ダンクーガ』（1985年）等のメカニックデザインを手掛けた大張正己が担当している。
2004年にはWindows用ソフトとしてプロジェクトEGGにて配信された他、バーチャルコンソール対応ソフトとして2007年にWii、2014年にはWii Uにて配信された。また、2013年にはひかりTVゲーム、G-cluster用ソフトとして発売された。後にPCエンジン用の続編として『モトローダーII』（1991年）、『モトローダーMC』（1992年）が発売されている。

## ゲーム内容
全8ステージを5人のプレイヤーでレースを行いステージポイントの合計を争う点は一般的なレースゲームと同様であるが、ステージ順位に応じてもらえる賞金によりサブオプション（ボディ、エンジン、ハンドル、タイヤ、燃料タンク、ニトロ、ホッパー、グレネード、ボンバー）が買える点が特徴となっている。また、画面後方に追いやられると前方にワープするようになっており、たとえスピードが遅い車であってもレース状況により逆転が可能であるようなゲーム設計となっている。
コースはデフォルトのコース1つのほか、4つの隠しコースが用意されている。

## 移植版
| No. | タイトル     | 発売日                                   | 対応機種                                                    | 開発元         | 発売元       | メディア                              | 型式 | 備考                   | 出典              |
| --- | ------------ | ---------------------------------------- | ----------------------------------------------------------- | -------------- | ------------ | ------------------------------------- | ---- | ---------------------- | ----------------- |
| 1   | モトローダー | 2004年10月12日                           | Windows                                                     | メサイヤ       | ボーステック | ダウンロード （プロジェクトEGG）      | -    |                        | [ 2 ]             |
| 2   | モトローダー | 2007年1月5日 2007年1月15日 2007年1月16日 | Wii                                                         | メサイヤ       | ハドソン     | ダウンロード （バーチャルコンソール） | -    |                        | [ 3 ] [ 4 ]       |
| 3   | モトローダー | 2013年6月3日                             | ひかりTVゲーム                                              | メサイヤ       | KDE          | クラウドゲーム                        | -    |                        | [ 5 ] [ 6 ]       |
| 4   | モトローダー | 2013年6月20日                            | G-cluster                                                   | メサイヤ       | KDE          | クラウドゲーム                        | -    |                        | [ 7 ] [ 8 ] [ 9 ] |
| 5   | モトローダー | 2014年12月17日 2017年10月12日            | Wii U                                                       | エクストリーム | KDE          | ダウンロード （バーチャルコンソール） | -    |                        | [ 10 ]            |
| 6   | Moto Roader  | 2020年3月19日                            | PCエンジン mini TurboGrafx-16 mini PC Engine CoreGrafx mini | M2             | KDE          | プリインストール                      | -    | 北米版が収録されている | [ 11 ] [ 12 ]     |

## スタッフ
- チーフ・プログラマー：M.IWASHITA
- プログラマー：HID、津田寛文
- グラフィック・デザイナー：MATSU、M.BELL
- ゲスト・デザイナー：大張正己
- 音楽：ガブリンサウンド
- サウンド・エフェクト：ガブリンサウンド
- プロデューサー：白倉安昌

## 評価
ゲーム誌『ファミコン通信』の「クロスレビュー」では7・6・7・6の合計26点（満40点）、『マル勝PCエンジン』では4・5・6・5の合計20点（満40点）、『PC Engine FAN』の読者投票による「ゲーム通信簿」での評価は以下の通り21.19点（満30点）となっている。 また、この得点はPCエンジン全ソフトの中で233位（485本中、1993年時点）となっている。
| 項目 | キャラクタ | 音楽 | 操作性 | 熱中度 | お買得度 | オリジナリティ | 総合  |
| 得点 | 3.59       | 3.41 | 3.40   | 3.79   | 3.41     | 3.60           | 21.19 |